# Catapulte (aéronautique)
 (octobre 2021).
Si vous disposez d'ouvrages ou d'articles de référence ou si vous connaissez des sites web de qualité traitant du thème abordé ici, merci de compléter l'article en donnant les références utiles à sa vérifiabilité et en les liant à la section « Notes et références ».
Pour les articles homonymes, voir Catapulte (homonymie).
Une catapulte est un dispositif utilisé pour donner à un avion la vitesse nécessaire à son décollage notamment lorsque la piste est trop courte pour qu'il puisse l'atteindre par ses propres moyens, en particulier sur les porte-avions et les porte-aéronefs. Toutefois, des navires plus « conventionnels » (cuirassés, croiseurs...) ont également été dotés de catapultes pour lancer des hydravions.

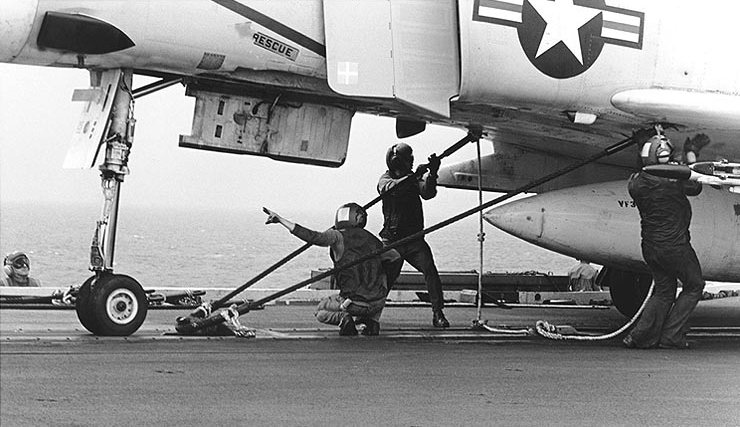
Préparation d'un F-4 Phantom II au catapultage. Remarquez les câbles reliant l'avion au sabot de la catapulte.

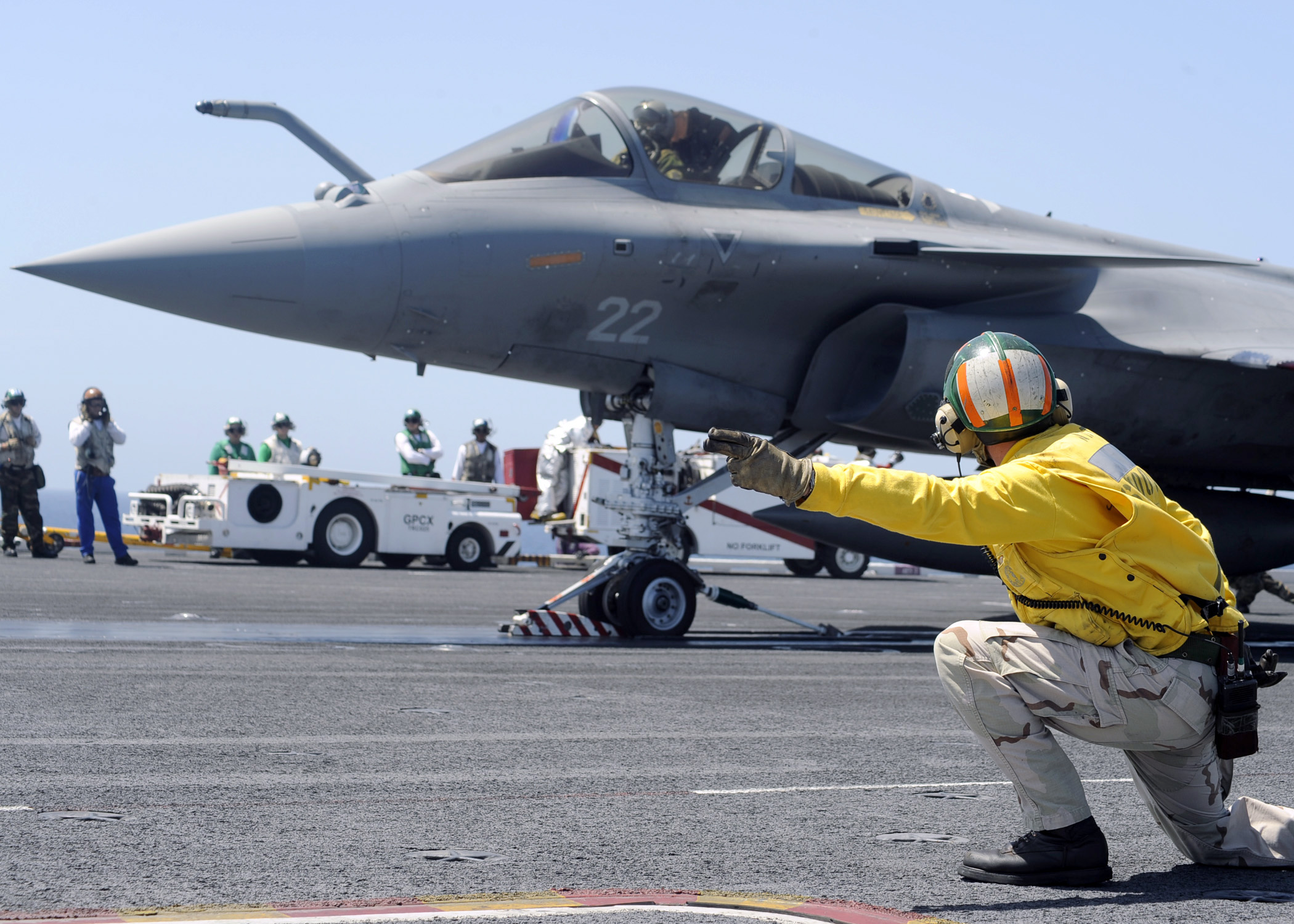
Catapultage d'un Rafale M depuis le porte-avions.

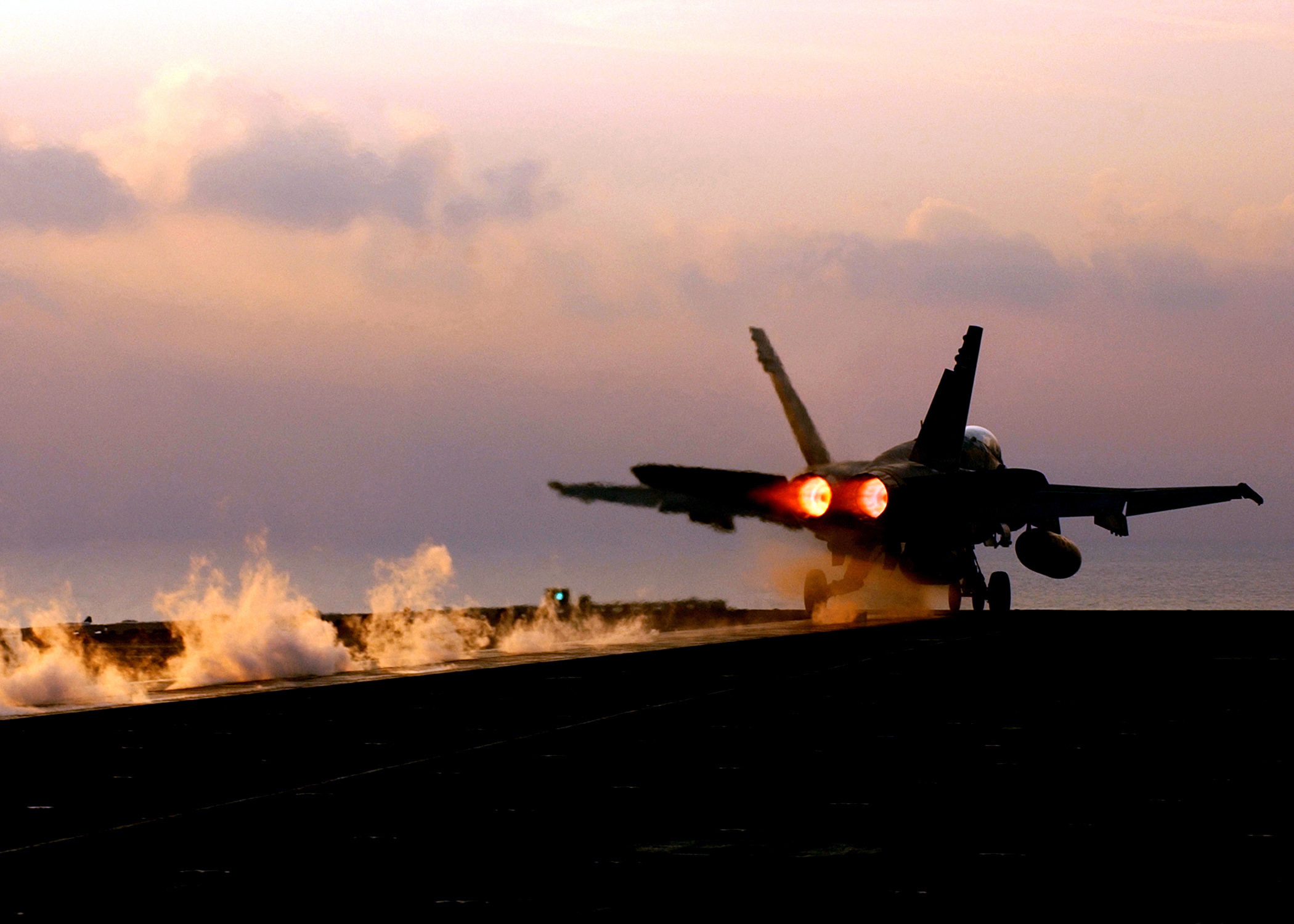
Un F/A-18 Hornet arrive en bout de pont à la fin de son catapultage. Notez la traînée de vapeur et les flammes de la postcombustion.

## Principe
Dans les catapultes à vapeur, un tube est installé sous le pont d'envol du porte-avions. Dans ce tube se trouve une pièce métallique mobile dont une partie, le sabot, dépasse au-dessus du pont d'un rail qui suit toute la longueur du tube. L'avion à catapulter est accroché par un câble appelé élingue à ce sabot. Le pilote augmente la poussée de son appareil puis on injecte de la vapeur à haute pression dans le tube ce qui tire le sabot en avant, rompt l'éprouvette de l'élingue de retenue et entraîne ainsi l'avion grâce au câble de liaison. En fin de course, la pièce métallique est stoppée par un frein hydraulique tandis que l'avion continue sur sa lancée et décolle. Le câble se décroche automatiquement et tombe à la mer sauf sur les porte-avions équipés d'un système de récupération.
Les avions récents n'utilisent plus d'élingue mais disposent d'une barre métallique située sur le train d'atterrissage avant, qui est engagée dans le sabot et remonte automatiquement en bout de pont pour dé-solidariser l'avion de la catapulte. Les catapultes restent cependant capables d'utiliser les deux systèmes (élingue ou barre métallique) afin de pouvoir faire décoller tout type d'avion. 
Des catapultes telles que l'EMALS utilisent à la place du piston poussé par de la vapeur un système électromagnétique. 

### Récupérateur d'élingues

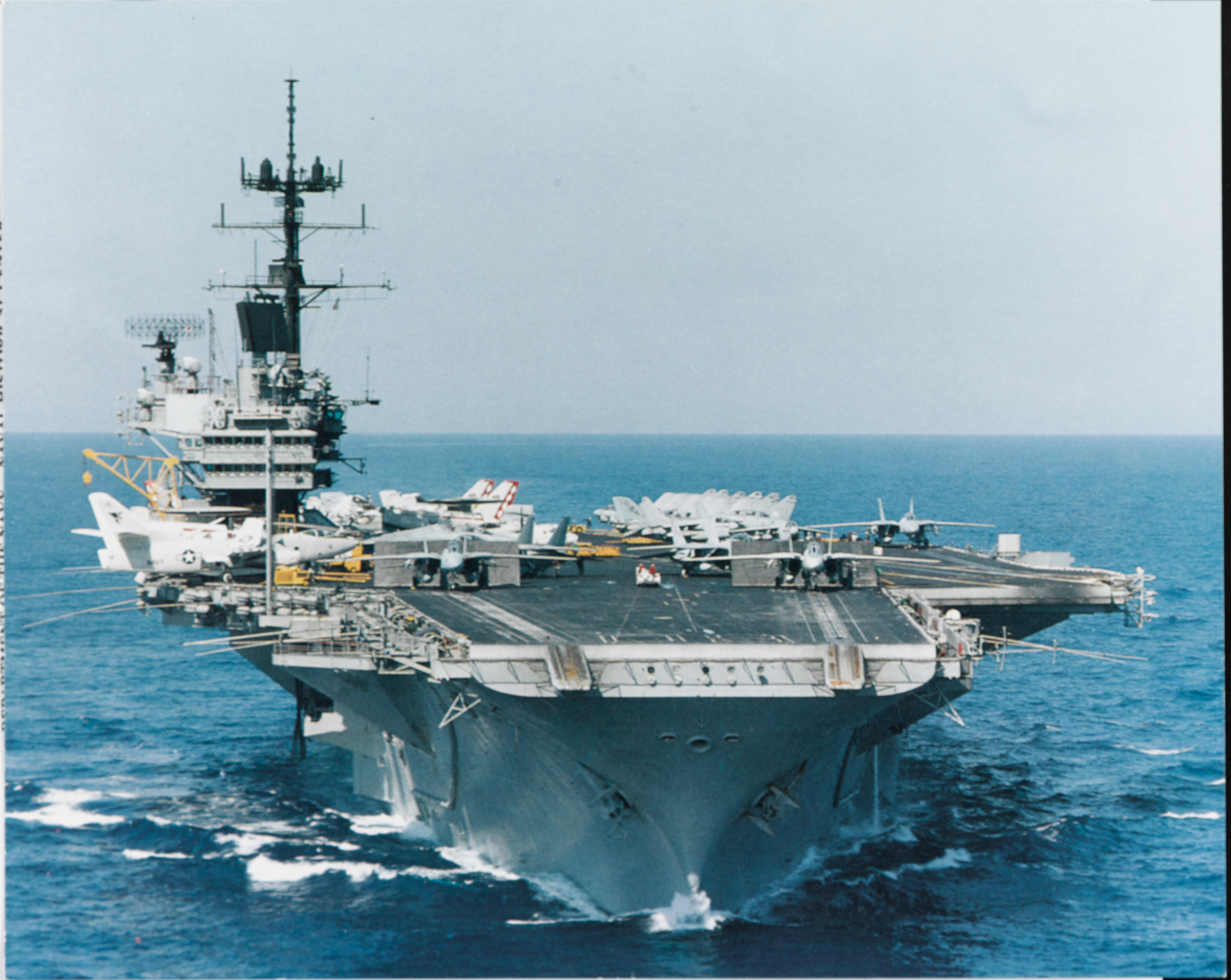
L' à la mer. Les extensions à l'extrême avant des catapultes axiales sont les récupérateurs d'élingues.

Les rampes à l'extrémité des catapultes des porte-avions ont pour fonction de rattraper les élingues de lancement afin qu'elles puissent être réutilisées.
L'élingue était liée à la navette par des petites brides qui continuaient le long de la rampe inclinée pour tirer l'élingue vers le bas et l'éloigner de l'avion pour l'empêcher d'en endommager le ventre. L'élingue était alors attrapée par des filets situés à côté de la rampe. 
Les élingues ne sont plus utilisées sur les avions de la marine américaine depuis la fin de la guerre froide, et tous les porte-avions de l'US Navy construits depuis l'ont été sans récupérateur d'élingues. Le dernier porte-avions américain mis en service avec un récupérateur d'élingues fut l'USS Carl Vinson ; les récupérateurs ont ensuite été supprimés sur tous les porte-avions en commençant par ceux de l'USS Theodore Roosevelt. Les récupérateurs d'élingues ont été retirés des trois premiers porte-avions de la classe Nimitz au cours des rechargements de combustible nucléaire et des grandes remises à neuf à la fin des années 1990 et au début des années 2000. L'USS Enterprise a été le dernier porte-avions opérationnel de la Marine des États-Unis à avoir conservé ses récupérateurs d'élingues, et ce jusqu'à son désarmement en 2012.
Tout comme ses homologues américains d'aujourd'hui, le porte-avions français Charles De Gaulle n'est pas non plus doté de récupérateur d'élingues, car les avions récents embarqués à son bord ou bien utilisent le même système de lancement que les appareils de l'US Navy du type F-18 (cas du chasseur Rafale M) ou bien sont de construction américaine (tel l'avion de guet E-2 Hawkeye).
En raison de cette interopérabilité mutuelle les appareils américains sont d'ailleurs habilités au catapultage et à l'appontage sur le Charles De Gaulle, et inversement, les appareils de la marine française peuvent utiliser les catapultes des CV(N) de l'US Navy.
Lorsque les Dassault Super-Étendard servaient à son bord, leurs élingues n'étaient pas récupérées, et ne servaient donc qu'une seule fois.
Les porte-avions Clemenceau et Foch, ont été dotés de récupérateurs d'élingues mais seulement pour récupérer celles des chasseurs Vought F-8 Crusader et non celles des Dassault Super-Étendard.
Dans la Royal Navy, lorsqu'il mit en œuvre des chasseurs F-4 Phantom FG1, le porte-avions HMS Ark Royal disposa de deux récupérateurs d'élingues (une sur chaque catapulte, dont l'axiale débordait de douze mètres de l'avant du pont d'envol).
D'autres porte-avions (d'origine britannique) ont également été dotés (au cours de refontes ultérieures à leur construction) de récupérateurs d'élingues : l'ex-HMS Venerable, devenu Karel Doorman dans la marine néerlandaise, puis 25 de Mayo dans la marine argentine, ainsi que l'ex-HMS Vengeance, devenu Minas Gerais dans la marine brésilienne ; enfin l'ex-HMS Majestic, devenu Melbourne dans la marine australienne.

## Historique

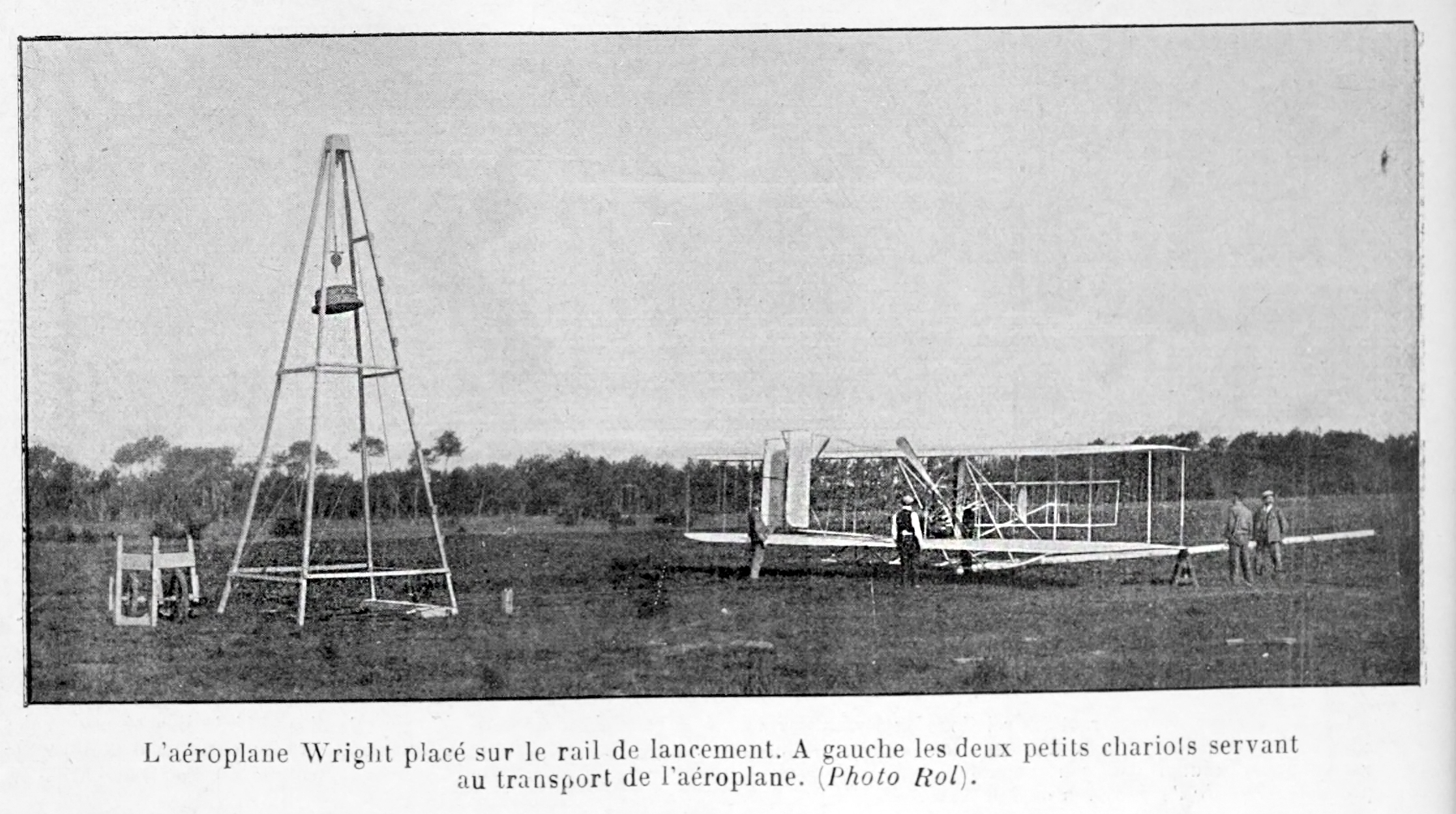
La catapulte des frères Wright.

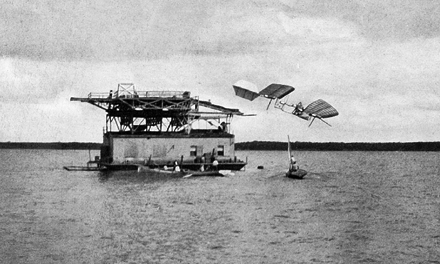
Catapultage de l'Aerodrome de Langley.

Le principe de la catapulte fut utilisé dès 1908 par les frères Wright lors de la campagne d'essais de leur Flyer Model A à Fort Myer, Virginia, sous les yeux de l'armée des États-Unis. La force motrice de cette catapulte provenait d'un poids de 545 à 635 kg qui tombait d'une hauteur de 5 m en étirant un palan à trois brins (la force de traction valait donc le tiers du poids moteur, soit 1 700 à 2 000 N). Cette traction agissait dans les 15 premiers mètres d'un rail de 25 mètres (image de gauche).
Avant eux, Samuel Pierpont Langley a utilisé les 7 octobre et 8 décembre 1903, une catapulte pour propulser, par deux fois, son Aerodrome depuis le toit d'une barge sur le Potomac (image de droite).
Hormis ces catapultes historiques, des premières catapultes existèrent avant la Seconde Guerre mondiale. Les premiers modèles étaient généralement hydrauliques ou à air comprimé, même si un moteur-fusée fut parfois, mais plus rarement, utilisé pour faire décoller des hydravions depuis des navires.
 Au début des années 1950, un capitaine de frégate de la marine britannique eut le premier l'idée d'utiliser la vapeur d'eau.
Les essais et l'expérience ayant montré qu'il était possible d'obtenir ainsi des catapultes plus puissantes tandis que des avions à réaction de plus en plus lourds commençaient à apparaître, le système fut généralisé à bord de tous les porte-avions, sur les nouveaux comme sur certains anciens modernisés.
Dans les années 2010, on prévoit la mise en service de porte-avions équipés de catapultes électromagnétiques. Il s'agit en particulier de ceux de la classe Gerald R. Ford (programme CVN-21) qui utiliseront l'Electromagnetic Aircraft Launch System.